# Konacık, Bodrum
Konacık là một thị trấn thuộc huyện Bodrum, tỉnh Muğla, Thổ Nhĩ Kỳ. Dân số thời điểm năm 2011 là 11.104 người.